# Reinder Nummerdor
Reinder Nummerdor est un joueur de volley-ball puis de beach-volley néerlandais né le 10 septembre 1976 à IJsselmuiden. Il mesure 1,94 m et jouait en réceptionneur-attaquant.

## Carrière en volley-ball

### Clubs
| Club              | Pays     | De        | À         |
| ----------------- | -------- | --------- | --------- |
| FVV               | Pays-Bas | 1990-1991 | 1992-1993 |
| VC Zwolle         | Pays-Bas | 1993-1994 | 1995-1996 |
| Dynamo Apeldoorn  | Pays-Bas | 1997-1998 | 1997-1998 |
| Porto Ravenne     | Italie   | 1998-1999 | 1999-2000 |
| Gabeca Pallavolo  | Italie   | 2000-2001 | 2001-2002 |
| Volley Milan      | Italie   | 2002-2003 | 2002-2003 |
| Pallavolo Ferrare | Italie   | 2003-2004 | 2003-2004 |
| Gabeca Pallavolo  | Italie   | 2004-2005 | 2005-2006 |

### Palmarès
- Champion d'Europe 1997 avec l'équipe des Pays-Bas de volley-ball

## Carrière en beach-volley
- Vice-champion du monde 2015 avec Christiaan Varenhorst
- Champion d'Europe 2008 avec Richard Schuil
- Champion d'Europe 2009 avec Richard Schuil
- Champion d'Europe 2010 avec Richard Schuil
- Champion d'Europe 2011 avec Richard Schuil
- Vice-champion d'Europe 2007 avec Richard Schuil
- Médaillé de bronze européen 2015 avec Christiaan Varenhorst